# Arzt aus Leidenschaft (1959)
Arzt aus Leidenschaft ist ein deutscher Spielfilm aus dem Jahr 1959. Der Film basiert auf dem 1935 entstandenen Roman Der Arzt aus Leidenschaft von Karl Unselt. Eine weitere Verfilmung des Romans entstand bereits im Jahr 1936 unter gleichem Namen.

## Handlung
Im Jahr 1948 kehrt Wolfgang Friedberg aus der Kriegsgefangenschaft zurück und erkauft sich mit den Zeugnissen von Felix Friedberg eine neue Identität, um das Examen als Arzt ablegen zu können. Felix Friedberg geht daraufhin zur Fremdenlegion.
Im Jahr 1959 arbeitet er in der Klinik von Professor Ruge, der von Friedbergs Fähigkeiten sehr angetan ist. Friedberg arbeitet mit vollem Eifer an einem Mittel gegen Blutgerinnsel. Sein Freund und Kollege Dr. Manfred Wiegand steuert eine Idee bei, wie man mit einer Sonde den Wirkstoff zum Blutgerinnsel bringen könnte.
Eines Tages wird Elisabeth Massmann, die Tochter eines Industriellen, nach einem Unfall in der Klinik eingeliefert. Sie wird Dr. Friedberg zugeteilt, der sich in sie verliebt. Daher bittet er trotz Elisabeths Protest, die sich ebenfalls in ihn verliebt hat, dass sein Kollege Dr. Wiegand die Behandlung übernimmt, und widmet sich wieder seiner Forschungsarbeit. Wenig später sucht Staatsanwalt Perschke, ein Freund der Familie Massmann, Dr. Wolfgang Friedberg, um ihn näher kennenzulernen.
Kurz darauf erreicht ihn ein an den Namen Felix Friedberg adressiertes Telegramm von Felix’ Mutter, dass sein Vater gestorben sei. Der intriganten Oberschwester Hilde fällt sofort die Unstimmigkeit im Vornamen auf. Wolfgang Friedberg sucht sofort Frau Friedberg auf und erzählt ihr seine Vorgeschichte.
Inzwischen taucht Felix Friedberg wieder auf und will Dr. Wolfgang Friedberg mit seiner Vergangenheit erpressen, um seiner Freundin, der Barfrau Margot, ein besseres Leben zu ermöglichen. Felix Friedberg taucht in der Klinik auf und bittet Dr. Wolfgang Friedberg in die Kongo Bar. Dort gibt er Felix Geld, verbittet sich aber jede weitere Erpressung. Dabei wird er von Elisabeth gesehen.
Währenddessen droht Oberschwester Hilde Dr. Wolfgang Friedberg damit, dass seine gesamte Forschungsarbeit umsonst sein wird, falls sie seine Vergangenheit ans Licht bringt. Auch diesmal weigert sich Dr. Friedberg, sich erpressen zu lassen. Er bittet seinen Kollegen Dr. Wiegand, seine Forschungen unter seinem Namen zu veröffentlichen. Unterdessen geht Oberschwester Hilde mit ihrem Verdacht zu Staatsanwalt Perschke. Von Elisabeth erfährt dieser von der Geldübergabe in der Kongo Bar.
Da sich Dr. Friedberg einem weiteren Erpressungsversuch durch Felix Friedberg verweigert, stiehlt dieser in der Klinik gefälschte Rezeptblöcke für Morphium. Oberschwester Hilde bekommt das Streitgespräch mit.
Als Professor Ruge Dr. Friedberg die Erlaubnis verweigert, seine neue Methode an Patienten der Klinik zu testen, entschließt sich Dr. Friedberg zu einem Selbstversuch, der ihn in Lebensgefahr bringt, aber letztendlich erfolgreich ausgeht.
Zur gleichen Zeit wird Felix Friedberg niedergeschlagen und in die Klinik von Professor Ruge eingeliefert. Staatsanwalt Perschke und Kriminalinspektor Krüger untersuchen den Fall. Oberschwester Hilde nährt den Verdacht, Dr. Friedberg habe Felix Friedberg niedergeschlagen, doch Professor Ruge betont ausdrücklich, dass Dr. Friedberg während seines Selbstversuches unmöglich die Klinik verlassen haben kann. Es stellt sich heraus, dass Felix Friedberg von Toni, einem Freund von Margot, niedergeschlagen wurde. Felix Friedberg wird von seiner durch Dr. Friedberg benachrichtigten Mutter besucht.
Als Professor Ruge von Dr. Friedbergs gefälschtem Doktortitel erfährt, betont er dessen Fähigkeiten als Arzt und verspricht, sich, auch in seiner Funktion als Präsident der Ärztekammer, für Dr. Friedberg einzusetzen. Staatsanwalt Perschke sagt Professor Ruge hierfür seine Unterstützung zu. Dr. Friedberg und Elisabeth werden ein Paar.

## Produktionsnotizen
Die Innenaufnahmen entstanden im Filmatelier Göttingen. Die Uraufführung erfolgte am 27. August 1959 im Capitol in Kassel.

## Kritiken
„Mit Liebe, Eifersucht und Intrigen gewürztes Arztdrama; die routinierte Inszenierung baut mit oberflächlichen Phrasen Scheinproblematiken auf.“

## Einzelnachweis
1. ↑  Arzt aus Leidenschaft im Lexikon des internationalen Films